# Teen Top
Teen Top (en hangul, 틴탑) es una boy band surcoreana actualmente formada por cuatro miembros: Chunji, Niel, Ricky y Changjo. El grupo debutó en el 2010, bajo el sello TOP Media, el cual fue fundado por Andy Lee del grupo Shinhwa. El grupo lanzó su primer álbum de sencillos "Come into the World" el 9 de julio de 2010, e hicieron su debut oficial al día siguiente en el programa Music Core del canal MBC. El nombre de su fan club oficial es "Angel", previamente llamado Andrómeda.

## Carrera
Ricky y Niel fueron actores desde la infancia. Niel debutó con el musical "Please", donde representaba una versión juvenil de Joo Won. Ricky debutó en el video musical de Seo Taiji "Human Dream", posteriormente representó una versión juvenil del personaje de Song Seung-heon en "Love Song". 
 Cuatro de los miembros de Teen Top, tales como Changjo, Niel, Cap, y L.Joe  tuvieron una audición abierta en Lotte World, mientras que los otros miembros (Chunji y Ricky) tuvieron una audición cerrada. A L.Joe  le tomaron dos audiciones antes de que pudiera entrenar, a diferencia de los otros miembros.

### 2010: Debut
En julio de 2010, Teen Top debutó con la canción "Clap" (Coreano: 박수), de su sencillo "Come into the World", el cual salió a la venta el 9 de julio. El video musical de "Clap" contó con la participación de Lizzy, quien es integrante de After School.
Teen Top debutó oficialmente el 10 de julio en el show Music Core del canal MBC, seguido por el programa Inkigayo del canal SBS, y recibieron críticas positivas por ambas presentaciones. Basados en sus presentaciones, los internautas le dieron a Teen Top el apodo "Knife Choreography".

### 2011: "Supa Luv" yRoman
EL 13 de enero de 2011, Teen Top tuvo su primer regreso en M! Countdown con su segundo sencillo titulado "Supa Luv", el cual fue producido por Shin Hyuk. La canción originalmente fue escrita y compuesta por Redd Stylez, sin embargo fue reescrita y traducida al coreano por Wheesung.

El 2 de marzo, Teen Top lanzó un video musical para una versión remix de "Supa Luv", que contenía escenas del filme estadounidense Beastly. El remix fue escogido para promocionar la película en Asia.
EL 11 de julio, luego de celebrar su primer aniversario, su sello TOP Media anunció en la página web oficial del grupo que un nuevo miniálbum saldría a la venta el 26 de julio. 
El 21 de julio, TOP Media lanzó el primer teaser para el regreso de Teen Top con el sencillo "No More Perfume On You" (Coreano:향수 뿌리지마), el cual apareció en varios portales de videos, tales como Youtube y Daum. Al día siguiente un segundo teaser fue subido exclusivamente a Youtube. El miniálbum "Roman" salió al mercado el 26 de julio en formato de descarga digital, y el 27 de julio estuvo a la venta en tiendas de música.

### 2012:It's,aRtisTy "Be Ma Girl"
En enero de 2012, Teen Top lanzó su segundo miniálbum, titulado It's. Kang Dong Chul 'Brave Brothers' fue el productor, escritor y compositor de seis pistas. El álbum saldría al mercado justo a las 0:00 del 5 de enero, sin embargo cerca de las 20:00 del 4 de enero se encontraba en varios sitios de descarga, generando más de mil descargas en tan solo diez minutos.
Teen Top lanzó su video musical para la canción Crazy (Coreano: 미치겠어) el 5 de enero, el cual contaba con la participación de Kwon So-hyun , quien es miembro del grupo 4Minute. La canción apareció en el programa Leitura Dinâmica del canal brasileño RedeTV! el 10 de enero, lo que ayudó a Teen Top a hacerse más conocido internacionalmente.
El 3 de febrero, Teen Top ganó su primer premio en el programa Music Bank de la KBS, desde su debut con "Clap" el 10 de julio de 2010. Además recibieron el honor de actuar en el programa Music Core del canal MBC, seguido por otra victoria en Inkigayo de la SBS. Con un promedio de edad de 17.3 años, la banda tiene al grupo de ídolos más jóvenes que han ganado premios en estos programas. El 25 de febrero, nuevamente tuvo el honor de presentarse en Music Core.
El 28 de mayo, Teen Top celebró la inauguración de su fanclub oficial, el cual recibe el nombre de ANGEL. 
El 30 de mayo, salió a la venta su tercer Extended Play, llamado aRtisT, el cual se encontraba en formato de descarga digital, seguido por el lanzamiento del vídeo musical de la canción principal del disco "To You". Ventas físicas del álbum fueron lanzadas el 4 de junio de 2012. Con este álbum, el grupo ganó bastante atención, encabezando las principales listas de música.
EL 19 de junio, la banda inició su "Teen Top Zepp Tour 2012", donde tuvieron shows en ciudades de Japón, tales como Osaka, Nagoya y Tokio.
Para su regreso, el grupo subió a su canal oficial de Youtube dos teasers, el primero fue el 28 de julio, y el segundo el 31. EL 3 de agosto fue lanzado el video musical de Be Ma Girl  (del coreano: 나랑 사귈래?) y al día siguiente el grupo tuvo su primera actuación desde el regreso de la gira en el programa Music Core de la MBC.

### 2013: Gira Europea,No. 1, yTeen Top Class

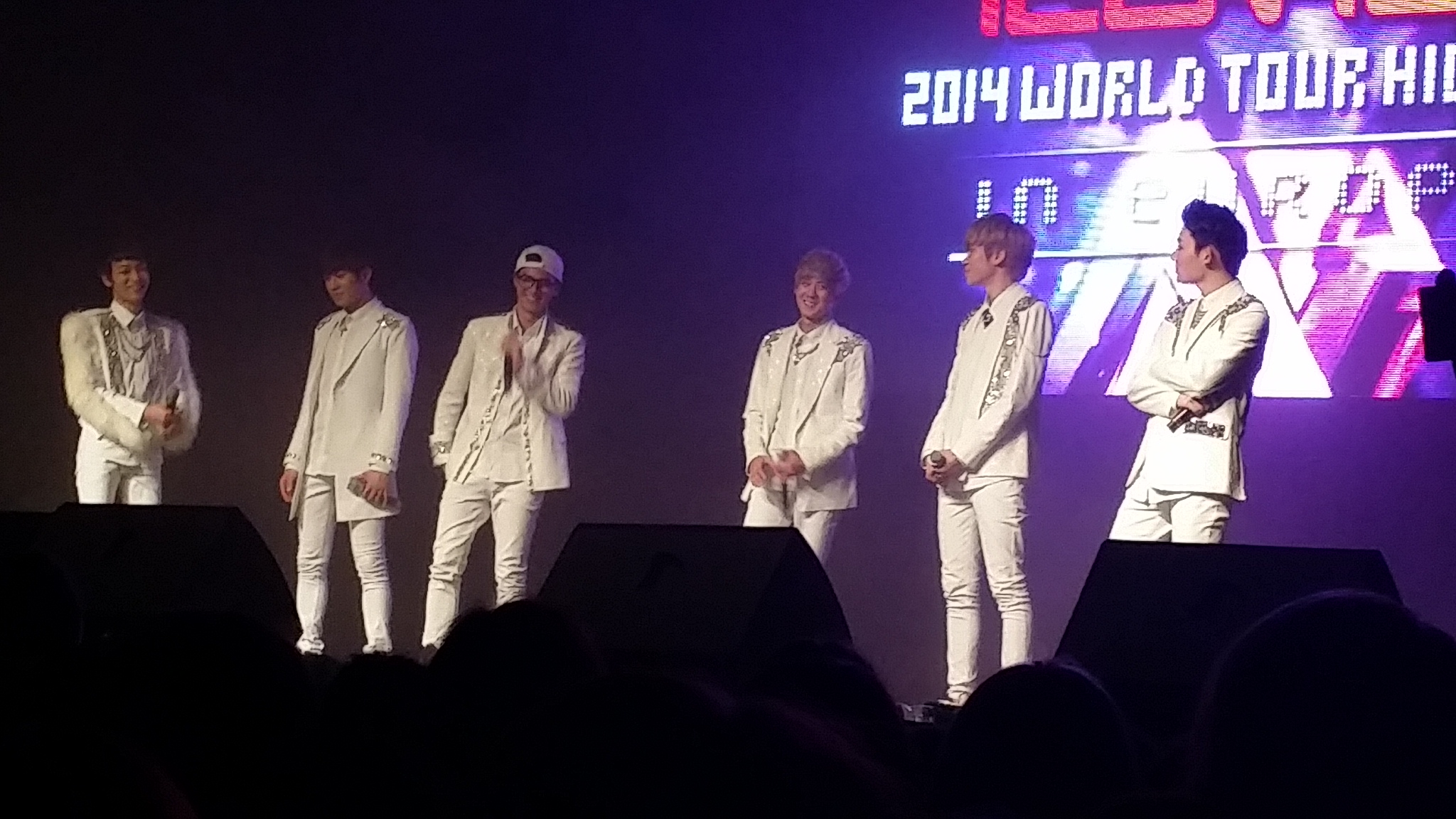
Teen Top in Petőfi Csarnok, Budapest, Hungary in April 2014

En febrero de 2013, Teen Top sostuvo su primera gira Europea, "TEEN TOP SHOW! Live tour in Europe 2013", haciendo presentaciones en Alemania, Inglaterra, Francia y España. La gira fue un éxito y estableció un nuevo récord de decibelios en su concierto en París, Francia.
El 8 de febrero, TOP Media anunció que Teen Top lanzaría su primer álbum de estudio, titulado No. 1, el 25 de febrero, con un tema de su álbum llamado I wanna love (사랑하고 싶어), prelanzado el 15. El teaser del vídeo musical de I wanna love fue liberado el 12 de febrero. El vídeo musical contiene escenas de las calles y escenarios de Hong Kong. El grupo lanzó su primer álbum de estudio completo en físico y digital el 25 de febrero, junto al vídeo musical del tema principal del álbum "긴 생머리 그녀 (Miss Right)". 
Una edición especial del álbum titulada "No.1 Repackage Special Edition" fue lanzada para agradecer a los fanes por su apoyo.
El 25 de agosto, Teen Top lanzó su cuarto miniálbum Teen Top Class con 장난아냐 (Rocking)(No Joke) como el sencillo principal. La promoción del álbum fue corta, lo cual les permitió lanzar otro repackaged álbum titulado Teen Top Class Addition el 24 de octubre con 못났다 (Lovefool) como el tema principal.

### 2014: Gira Mundial High Kick ,ÉxitoySnow Kiss
El 22 y 23 de febrero , Teen Top realizó su concierto "TEEN TOP 2014 World Tour HIGH KICK in SEOUL" en el Seoul's Olympic Hall. Luego ellos continuaron con su Tour Mundial "HIGH KICK World Tour" en varios países tales como Canadá, China, Hong Kong, Rusia, Taiwán, México, Panamá y países de Sudamérica como Colombia, Chile y Perú. 
El 15 de septiembre, Teen Top lanzó su 4.º miniálbum "ÉXITO" con 쉽지않아 (Missing) como el tema principal. Teen Top presentó "Missing" por primera vez en vivo en M Countdown, el 11 de septiembre, previo al lanzamiento del álbum. El ciclo de promoción duró menos de lo usual, lo cual les permitió lanzar otro repackaged álbum titulado "20's LOVE TWO ÉXITO" el 10 de noviembre con 우린 문제없어 (I'm Sorry) como el tema principal, el cual no fue promocionado en los programas de música.
El 23 de noviembre, Teen Top llevó a cabo su primer concierto y reunión de fanes en Tailandia, titulado "LIVE TOUR My Dear Angels in Bangkok" y en diciembre realizó "LIVE TOUR My Dear Angels" en cuatro ciudades de Japón. 
El 10 de diciembre, Teen Top lanzó su primer álbum sencillo de Navidad "Snow Kiss" con 눈사탕 (Snow Kiss) como el tema principal.

### 2015: Mini Álbum en solitario de Niel "oNIELy" yNatural Born Teen Top
El 22 de junio Teen Top lanzó su sexto Mini Álbum titulado "Natural Born Teen Top", revelando el mismo día el vídeo musical de "Ah-Ah", canción principal del álbum, escrita y producida por Black Eyed Pilseung y Sam Lewis. Después de su lanzamiento, "Natural Born Teen Top" debutó como n.º 1 en la lista de álbumes de Corea del Sur en Gaon así como n.º 13 en la Lista Global de Álbumes de Billboard.
El 4 de julio Teen Top realizó un concierto por su 5.º Aniversario en Tokio (Japón) en el Estadio Nippon Budokan, continuando con presentaciones en Seúl el 1 y 2 de agosto, luego en Japón Nagoya el 14, Kobe el 15 y 16, finalizando en Fukuoka con 2 presentaciones el 17 de agosto.
El grupo también asistió al KCON en Nueva York junto a los grupos VIXX, AOA y Girl's Generation, el 8 de agosto de 2015.
El 31 de julio, Teen Top lanzó un sencillo digital titulado "Except for Me" por el Décimo Álbum Aniversario de Brave Brothers.
Teen Top será parte del evento "2015 Feel Korea in New Delhi" en Nueva Delhi, la India, presentándose el 28 de agosto en el Auditorio del Fuerte Siri.

## Miembros
| Apodo        | Apodo               | Nombre real    | Nombre real | Fecha de nacimiento               |
| Romanización | Hangul              | Romanización   | Hangul      | Fecha de nacimiento               |
| ------------ | ------------------- | -------------- | ----------- | --------------------------------- |
| C.A.P        | 캡 (exintegrante)   | Bang Min-soo   | 방민수      | 4 de noviembre de 1992 (32 años)  |
| Chunji       | 천지                | Lee Chan-hee   | 이찬희      | 5 de octubre de 1993 (31 años)    |
| L.Joe        | 엘조 (exintegrante) | Lee Byung-hun  | 이병헌      | 23 de noviembre de 1993 (31 años) |
| Niel         | 니엘                | Ahn Daniel     | 안다니엘    | 16 de agosto de 1994 (30 años)    |
| Ricky        | 리키                | Yoo Chang-hyun | 유창현      | 27 de febrero de 1995 (30 años)   |
| Changjo      | 창조                | Choi Jong-hyun | 최종현      | 16 de noviembre de 1995 (29 años) |

## Discografía

### Miniálbumes
| Año  | Título                | Detalles | Tracklist |
| ---- | --------------------- | --- | --- |
| 2011 | Roman                 | - Fecha de lanzamiento: 26 de julio de 2011 - Formato: Primer Mini Álbum - Lenguaje: Coreano                                               | Ver listaTracklist 1. 향수 뿌리지마 (No More Perfume on You) 2. Beautiful Girl 3. First Kiss 4. 손등이 스친다 (The Back of my Hand brushes against) 5. Tell me why 6. 향수 뿌리지마 (No More Perfume on You) [Inst.] |
| 2012 | It's                  | - Fecha de lanzamiento: 5 de enero de 2012 - Formato: Segundo Mini Álbum - Languaje: Coreano                                               | Ver listaTracklist 1. Teen Top 2. 미치겠어 (Crazy) 3. Where’s ma Girl 4. Girl Friend 5. 미치겠어 (Crazy) [R&B Slow Mix] 6. 미치겠어 (Crazy) [Inst.]                                                                  |
| 2012 | aRtisT                | - Fecha de lanzamiento: 30 de mayo de 2012 - Formato: Tercer Mini Álbum - Lenguaje: Coreano                                                | Ver listaTracklist 1. aRtisT (Intro) 2. To You 3. Baby U 4. 흔들어놔! (Shake it) 5. To You [Slow B. Ver.] 6. To You [Inst.]                                                                                          |
| 2013 | Teen Top Class        | - Fecha de lanzamiento: 26 de agosto de 2013 - Relanzamiento: 23 de octubre de 2013 (repackaged)                                           | Ver listaTracklist 1. Lovefool "못났다" 2. Rocking "장난아냐" 3. Don't I 4. Oh! Good 5. Date 6. Rock Star [Feat. Maboos] 7. Teen Top Class                                                                           |
| 2014 | ÉXITO                 | - Fecha de lanzamiento: 15 de septiembre de 2014 - Relanzamiento: 10 de noviembre de 2014 (como Teen Top 20's Love Two Éxito) (repackaged) | Ver listaTracklist 1. 우린 문제 없어 (I’m Sorry) 2. 아니야 (No) 3. 쉽지않아 (Missing) 4. 혼자 사니? (Alone?) 5. 울어 (Cry) 6. 지독하다 (Love Is…) 7. 리모콘 (Remote Control) 8. Love U                               |
| 2015 | NATURAL BORN TEEN TOP | - Fecha de lanzamiento: 22 de junio de 2015 - Formato: 6.º Mini Álbum - Lenguaje: Coreano                                                  | Ver listaTracklist 1. HOT LIKE FIRE 2. 아침부터 아침까지 (ah-ah) 3. 5계절 (5 Seasons) 4. 그 전화 받지 마 (Please) 5. I Love it 6. 헷갈려 (Confusing)                                                                 |

### Álbum de estudio
| Año  | Título | Detalles | Tracklist |
| ---- | ------ | --- | --- |
| 2013 | No. 1  | - Fecha de lanzamiento: 25 de febrero de 2013 - Relanzamiento: 25 de abril de 2013 (Repackaged Special Edition) - Formato: Primer Álbum de Estudio - Lenguaje: Coreano | 1. Walk By "길을 걷다가" 2. Jealousy "배아파" 3. Miss Right "긴 생머리 그녀" 4. Missing You "니가 아니라서" 5. I Wanna Love "사랑하고 싶어" 6. Stop Girl 7. Why "왜" 8. Hello 9. Never Go Back 10. Mad at U "너 땜에 못살아" 11. So Sweet "달콤해" 12. Get Crazy 13. Mr. Bang (feat. Maboos) "차쿤" 14. No. 1 |

| Año  | Título    | Detalles | Tracklist |
| ---- | --------- | --- | --- |
| 2017 | HIGH FIVE | Salida de L. Joe Fecha de lanzamiento: 10 de abril de 2017 Formato: Segundo Álbum de Estudio Lenguaje: Coreano | 1. Origin 2. Love Is 재밌어? 3. Because I Care 손만 잡고 잘게 4. Call Me 5. I Love Girl 6. Make Me Sick 화나게 해 7. July 7월의 만남 8. High Five 안녕?! 9. What`s Problem 뭐가 문 10. You & I 11. Mirror |

### Sencillos
| Año  | Título                                   | Detalles                                                                                       | Tracklist |
| ---- | ---------------------------------------- | ---------------------------------------------------------------------------------------------- | --- |
| 2010 | Come into the World                      | - Fecha de lanzamiento: 9 de julio de 2010 - Formato: Primer Sencillo - Languaje: Coreano      | Ver listaTracklist 1. Come into the World (Intro) 2. 박수 (Clap) 3. 춤춰! (Let's Dance) 4. 박수 (Clap) [Inst.] 5. 춤춰! (Let's Dance) [Inst.]                 |
| 2011 | Transform                                | - Fecha de lanzamiento: 13 de enero de 2011 - Formato: Segundo Sencillo - Languaje: Coreano    | Ver listaTracklist 1. Transform 2. Supa Luv 3. Angel 4. Supa Luv [Inst.] 5. Angel [Inst.]                                                                     |
| 2012 | Summer Special '나랑 사귈래 (Be ma Girl) | - Fecha de lanzamiento: 3 de agosto de 2012 - Formato: Tercer Sencillo - Languaje: Coreano     | Ver listaTracklist 1. 반해 (Fall in Love) 2. 나랑 사귈래? (Be ma Girl) (lit.: Will you go out with me?) 3. Party Tonight 4. 나랑 사귈래? (Be ma Girl) [Inst.] |
| 2014 | Snow Kiss                                | - Fecha de lanzamiento: 10 de diciembre de 2014 - Formato: Cuarto Sencillo - Languaje: Coreano | Ver listaTracklist 1. 눈사탕 (Snow Kiss) 2. 메리 크리스마스 (Merry Christmas) 3. 겨울노래 (Winter Song)                                                       |

### Compilaciones
| Año  | Título              | Detalles                                                                                  | Tracklist |
| ---- | ------------------- | ----------------------------------------------------------------------------------------- | --- |
| 2012 | Japan First Edition | - Fecha de lanzamiento: 23 de mayo de 2012 - Formato: Compilación para el mercado japonés | Ver listaTracklist - CD 1. Transform 2. Supa Luv 3. Angel 4. 香水をつけないで (No More Perfume on You) 5. Beautiful Girl 6. First Kiss 7. 手の甲がかすめる (The Back of my Hand brushes against) 8. Tell me why 9. Supa Luv [Inst.] 10. 香水をつけないで (No More Perfume on You) [Inst.] - DVD 1. Supa Luv MV [Original & Dance Ver.] 2. Angel MV [Sketch Ver.] 3. 香水をつけないで (No More Perfume on You) MV [Original & Dance Ver.] 4. 手の甲がかすめる (The Back of my Hand brushes against) [Sketch Ver.] 5. Transform Jacket Making Film 6. Roman MV Making Story 7. 2012 Teen Top Calendar |

### Sencillos digitales
| Año  | Título               | Detalles                           | Tracklist |
| ---- | -------------------- | ---------------------------------- | --------- |
| 2011 | Supa Luv A-Rex Remix | - Formato: Primer sencillo digital |           |

### Sencillos promocionales
| Año  | Canción                                  | Álbum                                      |
| ---- | ---------------------------------------- | ------------------------------------------ |
| 2010 | "박수" (Clap)                            | Come into the World                        |
| 2011 | "Supa Luv"                               | Transform                                  |
| 2011 | "향수 뿌리지마" (No More Perfume on You) | Roman                                      |
| 2012 | "미치겠어" (Crazy)                       | It's                                       |
| 2012 | "To You"                                 | aRtisT                                     |
| 2012 | "나랑 사귈래?" (Be ma Girl)              | Summer Special '나랑 사귈래'? (Be ma Girl) |
| 2013 | "I Wanna Love" "Miss Right" "Walk by..." | No. 1                                      |
| 2013 | "Rocking" "못났다 (Lovefool)"            | Teen Top Class                             |
| 2014 | "Missing" "I'm Sorry"                    | ÉXITO                                      |
| 2015 | "Ah-Ah"                                  | NATURAL BORN TEEN TOP                      |
| 2015 | "Except for Me"                          | Digital Single                             |

### Vídeos musicales
| Año  | Canción                                                     | Álbum                                      |
| ---- | ----------------------------------------------------------- | ------------------------------------------ |
| 2010 | "박수" (Clap)                                               | Come into the World                        |
| 2010 | "박수" (Clap) [Dance Version]                               | Come into the World                        |
| 2011 | "Supa Luv"                                                  | Transform                                  |
| 2011 | "Supa Luv" [Dance Version]                                  | Transform                                  |
| 2011 | "Supa Luv" (A-Rex Remix)                                    | Transform                                  |
| 2011 | "Angel"                                                     | Transform                                  |
| 2011 | "향수 뿌리지마" (No More Perfume on You)                    | Roman                                      |
| 2011 | "향수 뿌리지마" (No More Perfume on You) [Dance Version]    | Roman                                      |
| 2012 | "미치겠어" (Crazy)                                          | It's                                       |
| 2012 | "미치겠어" (Crazy) [Dance Version]                          | It's                                       |
| 2012 | "미치겠어" (Crazy) [Remix Special]                          | It's                                       |
| 2012 | "To You"                                                    | aRtisT                                     |
| 2012 | "To You" [Dance Version]                                    | aRtisT                                     |
| 2012 | "나랑 사귈래?" (Be ma Girl)                                 | Summer Special '나랑 사귈래'? (Be ma Girl) |
| 2012 | "나랑 사귈래?" (Be ma Girl) [Performance Version]           | Summer Special '나랑 사귈래'? (Be ma Girl) |
| 2012 | "나랑 사귈래?" (Be ma Girl) [Hand Heart Version]            | Summer Special '나랑 사귈래'? (Be ma Girl) |
| 2013 | "사랑하고 싶어" (I wanna love)                              | No. 1                                      |
| 2013 | "긴 생머리 그녀" (Miss Right)                               | No. 1                                      |
| 2013 | "긴 생머리 그녀" (Miss Right)(Dance Version)                | No. 1                                      |
| 2013 | "긴 생머리 그녀" (Miss Right)(Locker Room One Take version) | No. 1                                      |
| 2013 | "길을 걷다가" (Walk by...)                                  | No. 1                                      |
| 2013 | "장난아냐" (Rocking)                                        | Teen Top Class                             |
| 2013 | "장난아냐" (Rocking)(Dance Version)                         | Teen Top Class                             |
| 2013 | "못났다" (Lovefool)                                         | Teen Top Class                             |
| 2014 | "쉽지않아" (Missing)                                        | ÉXITO                                      |
| 2014 | "쉽지않아" (Missing)(Dance Version)                         | ÉXITO                                      |
| 2014 | "우린 문제없어" (I'm Sorry)                                 | ÉXITO                                      |
| 2014 | "눈사탕" (Snow Kiss)                                        | ÉXITO                                      |
| 2015 | "아침부터/아침까지" (ah-ah)                                 | NATURAL BORN TEEN TOP                      |
| 2015 | ""아침부터/아침까지" (ah-ah)(Free Version)                  | NATURAL BORN TEEN TOP                      |

### DVD
| Año  | Título             | Detalles                                                                             | Tracklist |
| ---- | ------------------ | ------------------------------------------------------------------------------------ | --- |
| 2012 | aRtisT Special DVD | - Fecha de lanzamiento: 12 de diciembre de 2012 - Formato: 2DVD - Duración: 180 min. | Ver listaTracklist Disco 1 1. "To You" Main Teaser 2. "To You" MV Full Version 3. "To You" (Love is Pain) 4. "To You" (Love is Pure) 5. "To You" (Love is Fight) 6. "To You" MV Performance Version 7. "To You" MV Making Film Disco 2 1. Self Camera Mission 2. "To You" Dance Rehearsal 3. Golden Bell 4. "To You" Comeback Making 5. On Air: 10 Special Clips |

## Filmografía

### Programas de realidades
| Año  | Título                                 | Hangul                        | Episodios                                             | Canal       | Miembros           |
| ---- | -------------------------------------- | ----------------------------- | ----------------------------------------------------- | ----------- | ------------------ |
| 2010 | Mnet Scandal                           |                               | Episodios 1-2                                         | Mnet        | C.A.P y L.Joe      |
| 2010 | Making the Artist, 1ra temporada       |                               |                                                       |             | Todos              |
| 2010 | Road to Japan                          |                               |                                                       |             | Todos              |
| 2011 | Making the Artist, 2da temporada       |                               |                                                       | GOM TV      | Todos              |
| 2012 | Secret Island                          | 시크릿 아일랜드               |                                                       | Mnet        | Todos              |
| 2012 | Teen Top Rising 100%                   | 틴탑의 뜬다 백퍼              | Todos el 10 y 16 de junio - 18 de agosto              | SBS MTV     | Todos junto a 100% |
| 2012 | Teen Top & 100% Rising Brothers        | 틴탑&백퍼센트의 떴다 브라더스 | Todos el 12 y el 26 de octubre - 11 de enero de 2013. | MBC Music   | Todos junto a 100% |
| 2014 | Teen Top Never Stop in Guam            | 틴탑의 네버스탑 인 괌         | Todos el 5 y 6 de abril - 17 de mayo                  | Y Star      | Todos              |
| 2015 | Define True Colors                     | 정의본색                      | 1-4 (miembro del reparto)                             | MBC Every 1 | Niel               |
| 2015 | Global Request Show - A Song For You 4 |                               | 1 (miembros invitados)                                | KBS         | Todos              |

### Programas de variedades
| Año  | Título               | Miembro(s)           | Role                            | Canal       | Notas                                                  |
| ---- | -------------------- | -------------------- | ------------------------------- | ----------- | ------------------------------------------------------ |
| 2012 | Weekly Idol          | Todos                | Invitados                       | MBC Every 1 | Episodios 31, 32, 49                                   |
| 2013 | Weekly Idol          | Todos                | Invitados                       | MBC Every 1 | Episodio 91 Junto a Speed                              |
| 2013 | Beatles Code 2       | Chunji               | Invitados                       | Mnet        | Junto a Shinhwa, Seo Min Woo (100%) y Hyoeun (Stellar) |
| 2013 | Weekly Idol          | Todos                | Invitados                       | MBC Every 1 | Episodio 115                                           |
| 2014 | Teen Top In Hawaii   | Todos                | Reparto                         | YouTube     |                                                        |
| 2014 | Weekly Idol          | Todos                | Invitados                       | MBC Every 1 | Episodio 167                                           |
| 2015 | Weekly Idol          | Todos                | Invitados                       | MBC Every 1 | Episodio 205                                           |
| 2015 | Hello Counselor      | Todos, excepto L.Joe | Invitados                       | KBS World   | Episodio 240                                           |
| 2015 | I Can See Your Voice | Chunji               | miembro del panel de detectives | Mnet        | Episodio 3 (temporada 2)                               |

### Dramas
| Año  | Título                            | Miembro(s) | Rol                 | Notas             |
| ---- | --------------------------------- | ---------- | ------------------- | ----------------- |
| 2004 | Children's Chorus                 | Niel       |                     |                   |
| 2005 | 641 Families                      | Niel       |                     |                   |
| 2010 | I Am Legend                       | Todos      | Grupo ídolo TEENTOP | Cameo             |
| 2012 | Do You Know Taekwondo?            | Niel       | Myung Sung          |                   |
| 2013 | Two Weeks                         | Niel       | Shin Hyun Woo       | Cameo             |
| 2014 | Flower Grandpa Investigation Unit | L.Joe      | Uhm Si Woo          | Cameo ep. 7       |
| 2014 | Entertain US                      | Todos      | Grupo ídolo TEENTOP | Drama de realidad |
| 2014 | Sweden Laundry                    | Changjo    | Yong Soo Chul       | Rol principal     |
| 2014 | Sweden Laundry                    | Niel       | Kim Min Ho          | Cameo ep. 5       |
| 2015 | Missing Noir M                    | L.Joe      | Yang Jeongho        | Cameo ep. 7       |

### Películas
| Año  | Título          | Miembro(s) | Rol      | Notas |
| ---- | --------------- | ---------- | -------- | ----- |
| 2007 | Eleventh Mom    | Niel       | Ban Jang |       |
| 2015 | Makgeolli Girls | Changjo    | Kang Ho  |       |

## Apariciones en vídeos musicales
| Canción         | Año  | Artista                                      | Miembro(s) |
| --------------- | ---- | -------------------------------------------- | ---------- |
| Love Song       | 2008 | Varios artistas " hit songs from 2004-2008 " | Ricky      |
| "Night and Day" | 2014 | Wheesung                                     | C.A.P      |
| "Giddy up"      | 2015 | Vasco feat Cjamm                             | C.A.P      |